# 万能川柳
万能川柳（ばんのうせんりゅう）は、1991年11月5日に毎日新聞でスタートした川柳のニューウェーブである。正式には「仲畑流万能川柳」と呼ぶ。日本を代表するコピーライター、仲畑貴志が全国から送られてきた投句はがきの中から18句をピックアップして朝刊（原則、東京本社版は3面、一部地域では1面）に連日掲載している。最優秀作品には「秀逸」作としてニコニコマークがつけられる。秀逸作品の中から月ごとに「月間賞」3句と「月間大賞」1句が選ばれる。さらに月間大賞句12句の中から年間大賞、年間準大賞がそれぞれ1句ずつ、月間賞句36句の中から年間特別賞3句が選定される。年間の各賞受賞者は毎年5月に東京と大阪で交互に開かれる「強運者の集い（略称・強運会）」で仲畑から表彰される。
作品に対する課題やテーマなどはなく、作句の内容は投句者の自由である。入選句は、世相を鋭く風刺したり、人生の喜怒哀楽を率直に表現する作品がほとんどである。また、新聞柳壇ということもあり、句意の分かりやすさも特徴のひとつといえよう。なお、18句目は楽屋ネタなどが掲載されることが多い。
毎月約1万通（5万句）の葉書が寄せられ、新聞柳壇の投句数としては全国一。これを仲畑がひとりで選定する。
投句者やファンの交流・親睦を目的とした交流誌「仲畑流万能川柳ファンブック」を年4回発行、全国各地で万柳の名を冠した交流会が開催される。略称は「万柳（ばんりゅう、または、まんりゅう）」。
2019年（平成31年）2月12日の毎日新聞の新聞休刊日に、スポーツニッポンが仲畑流万能川柳（新作5句）を掲載した。

## 名称の由来
万能川柳はもちろん、俳句や一行詩、コピー調などなど、万能鍋のように何でもありの川柳欄ということで命名されたと言われるが、選者である仲畑貴志の親友でありコピーライターのライバルでもある糸井重里の「萬流コピー塾」を意識してのネーミングという説もある。
現在は「万柳（ばんりゅう、または、まんりゅう）」というニックネームで親しまれているが、スタート時からしばらくは「万川（ばんせん）」と呼ばれていた。そのため今でも、古い投句者の中にはこう呼ぶ人がいる。
1995年6月の月間賞の「評」で選者の仲畑が「万川」から「万柳」にしたいと宣言。理由は「センリュウのひとけた上、10倍の広い心で選び、楽しみ、交流したい」との思いから。
ちなみに年に一度開催される万能川柳の全国大会「強運者の集い」というネーミングは当時仲畑広告制作所にいたコピーライター、芳谷兼昌の作である。

## 得点制度
万能川柳にはオリジナルの得点制度がある。「秀逸」は5点、「秀逸以外の入選」は1点で加算していき、50点になると「一日指定席」を獲得し、新作3句紹介できる。「一日指定席」の後には、新たに0点からスタートし、新作1句を一回り大きな文字で紹介してもらえる「100点招待席」が用意されている。これら「指定席」「招待席」への掲載は自己申告制である。
2012年10月現在「一日指定席作家」が558人、「100点招待席作家」が約210人いる。

## 万能川柳の集い
1996年から年間賞受賞者の表彰式を兼ねた「強運者の集い（略称・強運会）」を年1回、毎日新聞東京本社と大阪本社で交互に行っている。毎年200名程度の参加者がある。最近では「強運者の集い」の1コーナーとして、仲畑流万能川柳大句会と銘打った川柳句会が行われている。2018年（平成30年）で3回目を数える。
それ以前には、1992年11月1日に、東京・池袋のメットホールで毎日新聞の新聞革命1周年記念イベントとして「万能川柳の会」が開催された。仲畑とコラムニスト天野祐吉とのトークショーを中心にしたプログラムで、500人が集まった。
現在、全国各地で万柳の名を冠した交流会が定期的に開催されている。北海道、静岡、埼玉、東京、神奈川、大阪、岡山、福岡などで活発に活動しており、2009年10月10日に福岡市で開かれた「万柳九州・山口の集い」には選者の仲畑が10年ぶりに参加し、地元ファンらと交流を深めた。これらの団体の動向を仲畑事務所および毎日新聞社はある程度把握しているとみられるが、実際に仲畑事務所および毎日新聞社が公認している団体は、毎日文化センター東京の「笑って上達！仲畑流万能川柳句会」と「やさしい！楽しい！仲畑流万能川柳句会」のみとされている。

## 万能川柳ファンブック
1993年11月、万能川柳を通じて知り合った仲間同士がより交流を深めようという目的で「万能川柳クラブ会報」創刊。2010年12月の69号より募集した新しい名称から「万柳ファンなら誰でも購読でき、この場でもっと交流しましょうという思いをこめて」（仲畑氏）「万能川柳ファンブック」と改称。制作は毎日新聞読者室内万柳クラブ事務局。
1号から5号までは村松友視、白洲正子、中島らも、伊集院静、林真理子など、仲畑と親しい作家たちの書き下ろし川柳エッセイが掲載された。主な連載に「ヒットメーカー対談」「川柳と私」「万能リレー書簡」「100点招待席得点表」「私の川柳解説」「指定席作家のボツ句指定席」「マンガレディー（朝倉世界一）」「3ヶ月の万能川柳」などがあり、「私の分析」「マイコレ句ション」などの不定期コーナーもある。
2006年からは「万能川柳クラブ3賞」を制定。万能川柳クラブが年間の「入選王」「得点王」「秀逸王」を認定し、強運者の集いで表彰することになった。2007年12月発行の57号からは常連投稿者が講師や選者をつとめる「万能川柳教室」や「万柳道場」もスタート。2011年からは「万柳20周年」を機に、3賞や日々の万柳活動などを勘案した「年間万柳王」や「最優秀新人賞」の選出も始まった。

### ヒットメーカー対談
万能川柳ファンブックの目玉として、「ヒットメーカー対談」がある。対談の人選は仲畑側と万能川柳クラブ事務局が担当し、話し合いで決められる。仲畑との対談と作者の代表作55句（これも全入選句から改めて仲畑本人が精選する）で構成される。ヒットメーカーに選ばれることは、多くの常連の夢であり、年間賞に選ばれること以上に光栄なこととされる。
2021年10月現在、年間賞受賞者は138人（のべ）だがヒットメーカーは112人しかいない。

## 万能川柳文庫
万能川柳作家の個人句集シリーズ。2013年7月発行の第1弾「水野タケシ」三〇〇選」を皮切りに、同年10月には第2弾「伝説の万能川柳作家 佐野宵宵のすべて」、2014年2月には第3弾「宮本佳則 入選一〇〇〇句記念句集〈山頂〉」を発行。万能川柳の得点制度で一定以上の得点を獲得し、仲畑を委員長とする文庫制作委員会で認定された作家のみが制作することができる。

## その他の万能川柳

### 仲畑流万能川柳大会
毎年1回、北九州市内で行われている川柳大会である。毎日新聞社主催、句会セブンティーン主管、北九州市など後援。参加者の多くは万能川柳の投稿者と思われる。通常、5つの題が設けられており、1人選である。また、選者陣は全員万柳の常連作家である。　

## 主な書籍類
- 「みんなのつぶやき万能川柳1～8」（1993年～1998年 情報センター出版局）
- 「万能川柳名作濃縮版 上・下巻」（2000年 毎日新聞社）
- 「万能川柳・傑作1000句」（2002年 毎日新聞社）
- 「万能川柳・デラックス1000」（2005年 毎日新聞社）
- 「万能川柳名人選・宮本佳則版」（2008年 毎日新聞社）
- 「万能川柳カレンダー」（1997年版、1998年版 パルコ出版）
- 「女の一生～日本女流川柳万能版」（2009年 毎日新聞社）
- 「万能川柳 20周年記念ベスト版」（2011年 毎日新聞社）
- 「平成川柳傑作選　万能川柳プレミアム1365句」（2015年　毎日新聞社）